# Ghiacciaio Maniscalco
Il ghiacciaio Maniscalco (in inglese Shoesmith Glacier) è un ghiacciaio situato sulla costa di Fallières, nella parte occidentale della Terra di Graham, in Antartide. Il ghiacciaio, il cui punto più alto si trova 460 m s.l.m., si trova in particolare sull'isola Horseshoe e fluisce verso ovest fino ad entrare sia nella baia di Lystad che nella cala di Gaul.

## Storia
Il ghiacciaio è stato così battezzato nel 1958 dal Comitato britannico per i toponimi antartici in associazione con il nome dell'isola sulla quale si trova, l'isola Horseshoe (che in inglese significa "ferro di cavallo").